# زنبورهای شیاردار
زنبورهای شیاردار (نام علمی: Lasioglossum) نام یک سرده از تیره شیرین‌زنبوران است.
این سرده بزرگترین سرده از زنبورها است و بیش از ۱۷۰۰ گونه در آن قرار می‌گیرد.